# Henri Chrétien

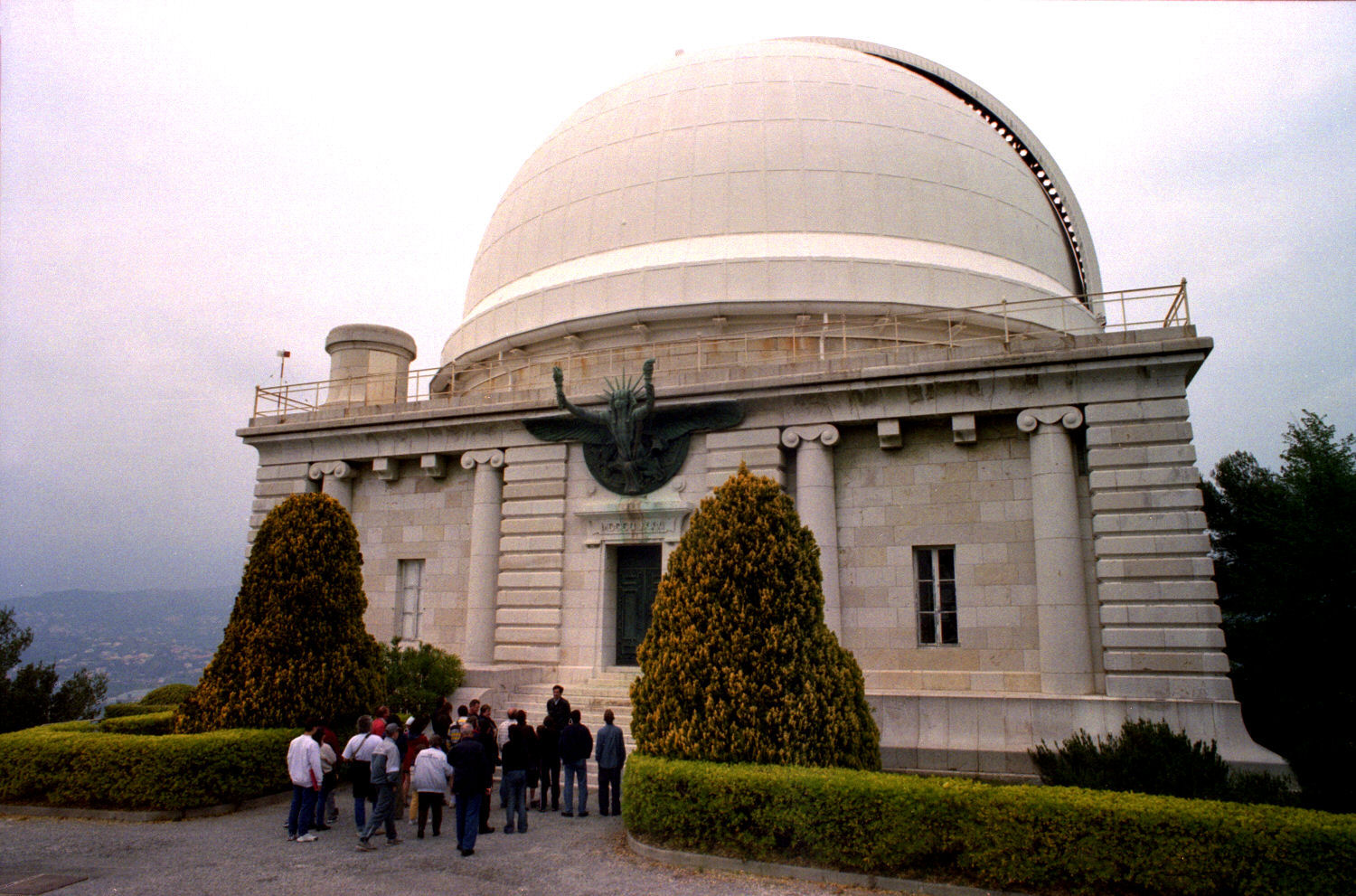
Die Bischoffsheim-Kuppel des Observatoriums von Nizza

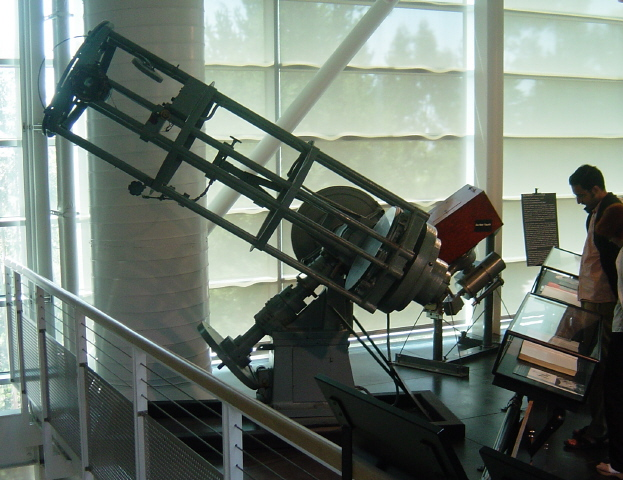
George Ritcheys und Henri Chrétiens 24-inch-Teleskop im Chabot Space and Science Center

Henri Chrétien (* 1. Februar 1879 in Paris; † 6. Februar 1956 in Washington) war ein französischer Astronom, Professor und Erfinder.

## Leben
Der Anfang seiner beruflichen Karriere lag am Observatoire de Nice. Ein Teil dieses Observatoriums – der „Pavillon Henri Chretien“ (PHC) – ist heute nach ihm benannt. Er lebte in dem von Charles Garnier, dem Architekten der Pariser Oper, erbauten Anwesen „Villa Paradou“ unterhalb des Observatoriums auf dem Mont Gros. Sein Freund Gustave Eiffel entwarf einen kuppelartigen Pavillon für den großzügigen Park. Die zum Anwesen führende Straße über Nizza wurde nach seinem Tod in „Avenue Professeur Henri Chrétien“ umbenannt. Er bestimmte in seinem Testament die Amerikanische Astronomische Gesellschaft (AAS) zum Erben des Anwesens mit einer Hauptvilla und einer weiteren Gästevilla. Obwohl das Anwesen aufgrund seiner Lage und seines prominenten Erbauers zum Monument historique ernannt wurde und wegen seiner Lage auch einen großen Wert besaß, wurde es von der AAS nicht benutzt und verwahrloste, obwohl mehrfach Anstrengungen der Stadt oder von örtlichen Vereinen unternommen wurden, das Gelände zu einem Denkmal für Henri Chrétien und einem astronomischen Museum auszubauen.

## Erfindungen
Henri Chrétien ist der Erfinder der Hypergonar-Linse, auch bekannt als Anamorphot („Anamorphoskop“), die es ermöglicht, ein Breitbild so zu verzerren, dass es während des Filmens in einen Standardrahmen passt und später bei der Projektion wieder ein Breitbild ergibt. Chrétien machte diese Erfindung bereits 1927. Im darauffolgenden Jahr nutzte der Filmemacher Claude Autant-Lara die neue Linse, um seinen Kurzfilm „Construire un Feu“ zu drehen. Nach diesem Film geriet das Anamorphoskop in Vergessenheit. Erst als nach 25 Jahren Chrétiens Patente abgelaufen waren, interessierten sich plötzlich die amerikanischen Studios für seine Optiken.
Die Notwendigkeit, Filme in größerer bzw. breiterer Ausführung herzustellen und sich so vom Fernsehen abzuheben, erkannte die Filmindustrie erst, als das sich schnell verbreitende Fernsehen mehr und mehr Kinozuschauer an die heimischen Sofas fesselte. 1953 wurde das Breitwand-Verfahren Cinemascope in den USA eingeführt. Die US Filmfirma 20th Century Fox sicherte sich von Chrétien die Weltrechte (mit Ausnahme Frankreichs) und stellte mit „The Robe“ mit Richard Burton in der Hauptrolle und dem Kameramann Leon Shamroy den ersten in der sogenannten „Cinemascope“-Technik gedrehten Breitwandfilm her. Das Seitenverhältnis war 1:2,55 mit 4-Kanal-Magnetton (3 Kanäle hinter der Leinwand und ein sog. Zuschauerkanal), einem Vorläufer des Surround-Sounds.
Die anamorphoskopische Linse wurde in der Folge auch in Panavision und anderen Breitwandformaten verwendet.
1954 erhielt Chrétien nachträglich einen Oscar für seinen Beitrag zur Entwicklung des Cinemascope Verfahren.
Zusammen mit George Willis Ritchey entwickelte er außerdem das Ritchey-Chrétien-Teleskop. Bekannte Ritchey-Chrétien-Teleskope sind das Hubble Space Telescope und das Very Large Telescope, das zum Paranal-Observatorium gehört.

## Auszeichnungen
- 1901 Jules-Janssen-Preis
- Ein Astronomiepreis trägt seinen Namen, der „Chrétien International Research Grants“.[1]
- 1954 erhielt er nachträglich einen Oscar für seine Mitarbeit an der Entwicklung des Cinemascope-Verfahrens.
- Nach Chrétien wurde 1970 ein Mondkrater benannt, der 99 km große Chrétien Krater.
- 2016 wurde ein Asteroid nach Chrétien benannt: (341958) Chrétien.
- Von der französischen Regierung erhielt er das Kreuz der Ehrenlegion für seine Leistungen im Bereich Ballistik und Aerodynamik im Ersten Weltkrieg. 1949 wurde er zum Offizier der Ehrenlegion ernannt.